# Chevrolet Caprice 9C1
La Chevrolet Caprice 9C1 è un'automobile prodotta dalla Chevrolet, divisione della General Motors per il mercato delle autopattuglie negli Stati Uniti d'America.

## Il contesto
Si tratta di una versione modificata della Chevrolet Caprice, berlina 4 porte full-size prodotta dal 1965 al 1996, e denominata 9C1 (sigla che identifica la versione per la polizia) tra il 1979 e il 1996. Le differenze principali tra la Caprice di serie e la 9C1 con police package sono fondamentalmente un motore da 350 ci (5.7 litri) modificato, sistema di sospensioni e ammortizzatori più rigidi e rinforzati per l'utilizzo in condizioni estreme, trasmissione modificata ad alte prestazioni, 4 freni a disco, paraurti rinforzati, doppio terminale di scarico e pneumatici tarati per l'alta velocità. Questi particolari elementi distinguono sostanzialmente una Caprice 9C1 da una di serie, ma gli elementi canonici del police package come i rostri o i faretti di posizione, permettono già a vista di identificare un modello destinato alla polizia.
La sigla 9C1 viene comunque utilizzata tutt'oggi sui veicoli speciali della polizia (come la Chevrolet Impala o la Chevrolet Camaro), e rimanda allo Special Equipment Options (SEO), acronimo con il quale la Chevrolet identifica gli accessori usati su questi veicoli.

## Prima generazione

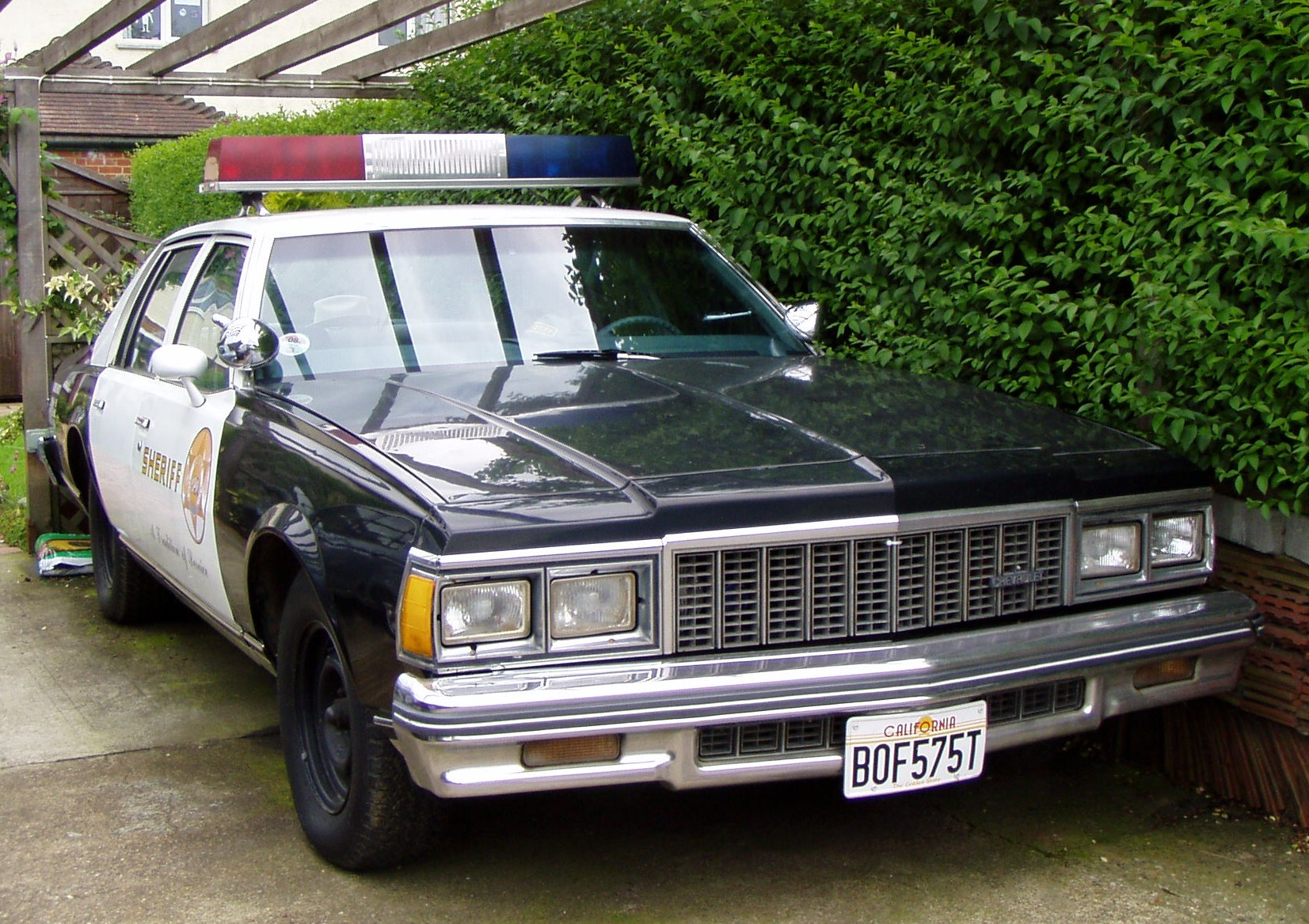
Chevrolet Caprice 9C1 '79

Nei primi anni ottanta, la macchina prediletta dai dipartimenti di polizia americani era la Chevrolet Impala, sorella gemella della Caprice. Si trattava di una grossa berlina full-size, lunga circa 5,39 metri e larga 1,91 metri, tra le ultime nella sua categoria dopo l'abbandono da parte della Chrysler della sua Piattaforma B, che comprendeva la Dodge St. Regis, la Chrysler Newport e la Plymouth Gran Fury, tre vetture che segnarono l'abbandono definitivo della Chrysler per il mercato delle grosse full-size sopra i 5 metri. Rimase solo la Dodge Diplomat, una mid-size più piccola rispetto alle sopra citate e non prestante come i migliori modelli degli anni '70.
La Impala si presentava come un modello ad alte prestazioni, che permetteva inseguimenti d'emergenza e una resistenza strutturale molto elevata, particolari di rilievo in un mercato come quello delle auto-pattuglie dove gli agenti di polizia sono spesso costretti a manovre limite per contrastare le situazioni di emergenza nelle quali si trovano. Il motore a disposizione era un 350 ci V8 da circa 155 cavalli di potenza, abbinato ad un cambio automatico a 4 rapporti. Per la prima vota, viene adottata la sigla 9C1, e in questo caso, si trattava delle specifiche tecniche previste dal SEO.
Tra il 1980 e il 1985, la Chevrolet possiede il 60% del mercato delle auto-pattuglie, e la Chevy Impala è la regina dei veicoli speciali. Nel 1985, il nome Impala viene abbandonato, e si fa spazio il nome Caprice. La differenza sostanziale è nella fascia di mercato occupata. La Caprice è la versione più lussuosa, mentre la Impala è la versione sportiva, e con l'abbandono del nome Impala, tutte le autopattuglie vengono identificate come Caprice.
Tra il 1986 e il 1996, il nome Caprice sarà quello più comunemente utilizzato nel mercato della polizia. Differenze sostanziali non ce ne sono. A parte il nome, il motore viene potenziato nel 1988, incrementando la potenza da 155 cavalli a 190. Alla fine degli '80, la Chevrolet si rende conto che è tempo di rinfrescare e aggiornare la linea, per questo, nel 1991, il modello si presenta alla sfida del nuovo decennio con un aspetto molto diverso.

## Seconda generazione
La vettura viene rivisitata in maniera radicale dal punto di vista estetico, benché l'intelaiatura, la meccanica e la struttura siano ancora le stesse. Rispetto alla precedente Caprice, molto squadrata e razionale, la nuova è più aerodinamica, slanciata, con forme bombate che erano state inaugurate dalla Ford con la Taurus, modello che nel 1985 pareva venire dal futuro. Sulla scia, la General Motors trasforma la propria full-size in un modello molto più aggraziato, delicato nelle linee e per niente squadrato.
Per quanto riguarda la polizia, la Caprice viene rivista con nuove dotazioni molto ricche; ABS, airbag, controllo della trazione, pannello di controllo, motore potenziato a 205 cavalli e cambio automatico robotizzato. Questi dettagli tecnici, vengono accompagnati nel 1993, con l'adozione del motore 5.7 V8 LT1 di origine Corvette, che porta la potenza addirittura a 260 cavalli, trasformando la vettura in una sorta di auto da corsa per la polizia. Le dimensioni aumentano di poco; 5,43 metri di lunghezza, 1,95 metri di larghezza, passo di 2,94 metri.
Dal 1994 in poi, il modello non subisce più variazioni particolari. Negli ultimi 2 anni di produzione, al di là del dominio nel mercato delle auto-pattuglie, la Caprice perde decisamente colpi nel mercato civile, dove il modello registra decise perdite e uno scarso interesse da parte degli acquirenti, che vanno in cerca di modelli più piccoli ed economici che permettano percorrenze elevate con consumi ridotti. Questa tendenza di mercato, spingerà nel 1996 a chiudere il capitolo Caprice in maniera piuttosto decisa, abbandonando per sempre il settore delle full-size 4 porte di enormi dimensioni, e regalando campo libero alla Ford Crown Victoria P71 che prenderà lo scettro di regina delle auto-pattuglie e rimarrà l'unica full-size effettiva negli Stati Uniti.
L'erede della Caprice, la Chevrolet Lumina, avrà purtroppo una pesante eredità da sorreggere. Il nuovo modello si presenta molto più piccolo, a trazione anteriore (in favore della posteriore che ha fatto la fortuna della Caprice rispetto alle Chrysler) e con soli motori V6, quasi un affronto nella patria dei V8. Con l'uscita della Caprice, la Chevrolet non avrà più il dominio del mercato della polizia.
Solo nel 2000 ha presentato la Chevrolet Impala 9C1, erede della Lumina e con le stesse caratteristiche tecniche. In questi anni, è stata l'unica rappresentante della GM nel mercato delle auto-pattuglie, ottenendo buoni responsi dai dipartimenti di polizia, ma il dominio della Crown Victoria non sembra diminuire, e l'Impala rimarrà quasi certamente l'eterna seconda.

## La Caprice 9C1 nei media
- In ambito videoludico, la Caprice 9C1 compare in Grand Theft Auto (dove la Mk II viene denominata Squad Car).